# Cyclops productus
Cyclops productus is een eenoogkreeftjessoort uit de familie van de Cyclopidae. De wetenschappelijke naam van de soort werd in 1785 voor het eerst geldig gepubliceerd door Otto Friedrich Müller.